# Sicheldüne

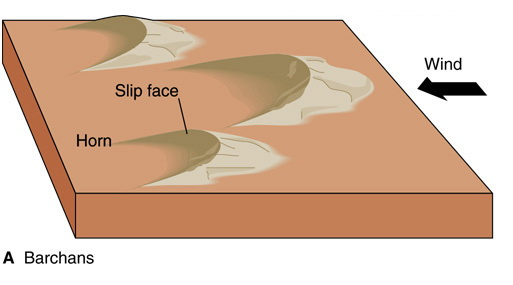
Darstellung einer Sicheldüne

Die Sicheldüne oder auch Barchan, manchmal auch Transversaldüne genannt, ist eine sehr verbreitete, quer zur Windströmung sich bildende Dünenform, die nahezu in sämtlichen Wüstengebieten der Erde vorkommt. Sie entsteht bei relativ niedrigem Sandangebot (Mangeldüne), benötigt aber eine konstant bleibende Windrichtung. Ihre konvex geformte, flache Seite zeigt in den Wind. Sicheldünen sollten nicht mit den genau umgekehrt organisierten Parabeldünen verwechselt werden.

## Etymologie
Die deutsche Bezeichnung Sicheldüne leitet sich von der charakteristischen Sichelgestalt ab. Der aus dem Kasachischen stammende Begriff Barchan (бархан; barhan) wurde über das Russische (бархан; barchán) 1881 vom russischen Naturforscher Alexander Theodor von Middendorff eingeführt. Transversaldüne bezieht sich auf die Querlage zum Wind.

## Entstehung und Beschreibung

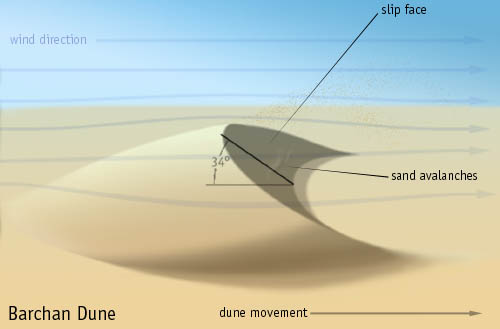
Aufbau einer Sicheldüne

Sicheldünen nehmen ihren Anfang als kleine, ovale Sandflecken auf einer steinigen, gepflasterten, zusammenhängenden Oberfläche mit relativ geringem Sandangebot. Diese Initialstruktur gewinnt dann langsam an Höhe und durchläuft sodann die Stadien Protodüne mit Windrippeln gefolgt von durch Kornsprung (engl. grainfall) charakterisierte, domartige Protodüne. Nach Einsetzen der aerodynamischen Strömungstrennung (englisch flow separation), entsteht im Lee der Düne eine Abrutschseite (engl. slip face), die mit dem Reibungswinkel von trockenem, mittel- bis feinkörnigen Sand (30° bis 35°) einfällt und sich durch Korngleiten (engl. grainflow) auszeichnet. Die dem Wind zugewandte Seite (Luvhang) ist aufgrund der Windpressung wesentlich flacher und besitzt einen Einfallswinkel von rund 15°. Sobald die Sandakkumulation 30 Zentimeter an Höhe erreicht, beginnen Sicheldünen windabwärts zu wandern.
Eine voll ausgereifte Sicheldüne besitzt für sich genommen, d. h., vom Einfluss etwaiger Nachbarn getrennt, im Grundriss bilaterale Symmetrie mit charakteristischem, mondsichelförmigen Umriss. Ihr Aufriss ist ausgesprochen asymmetrisch mit einem langen, langsam ansteigenden Luvhang und einer kürzeren, wesentlich steileren Leeseite. Die beiden spitz zulaufenden Sichelenden, oft auch Arme, Hörner oder Flügel genannt, zeigen windabwärts. Sie umschließen einen gebogenen Zentralteil, in dem sich durch Sandlawinen unterhalb einer schmalen Abrutschkante eine steile Abrutschseite gebildet hat. Der parabelförmig gebogene Dünenkamm senkt sich langsam zu den Sichelenden hin ab. Da die Sichelenden sich schneller bewegen als der Hauptkamm der Düne entsteht die charakteristisch gebogene Sichelform. Grund für das schnellere Wandern der Seitenarme ist die geringere Sandmasse, die durch den Wind umgewälzt werden muss, sowie die erhöhte Transportrate, die auf eine geringere intergranulare Reibung und somit ein erleichtertes Zurückspringen der Körner (engl. rebound) zurückzuführen ist.

## Dimensionen

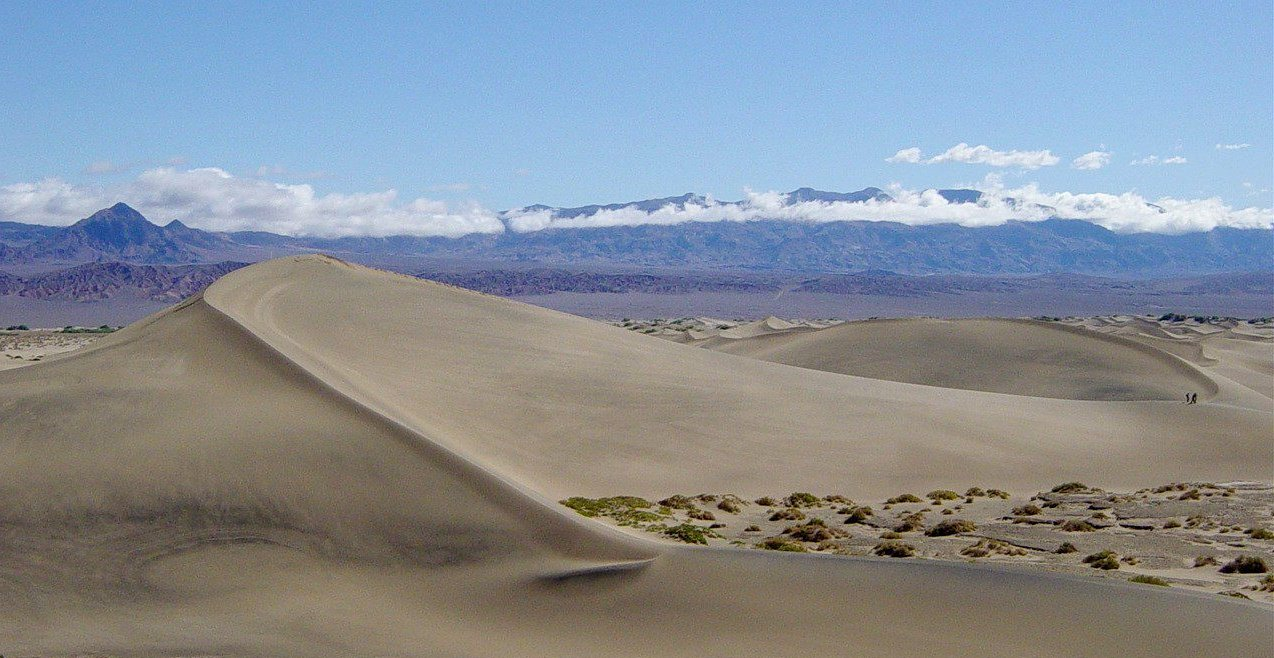
Sicheldüne in den Mesquite Sand Dunes im Death Valley, Kalifornien

Gewöhnlich erreichen Sicheldünen Höhen von 2 bis 20 Meter und verhalten sich innerhalb einer Region relativ maßstabsgerecht. Extreme Höhen von 50 Meter sind jedoch bekannt geworden; diese Dünen entwickeln dann parasitäre Transversalstrukturen. Maxima in der Höhenverteilung sind meist bei 4 Meter und bei 8 bis 10 Meter angesiedelt. Die durchschnittliche Breite von Sicheldünen liegt bei 50 Meter, sie können jedoch in Ausnahmefällen bis zu 370 Meter breit werden. Ihre Länge verhält sich ähnlich der Breite mit Durchschnittswerten von 50 bis 100 Meter und seltenen Fällen von bis zu 225 Meter.

## Abgewandelte Formen

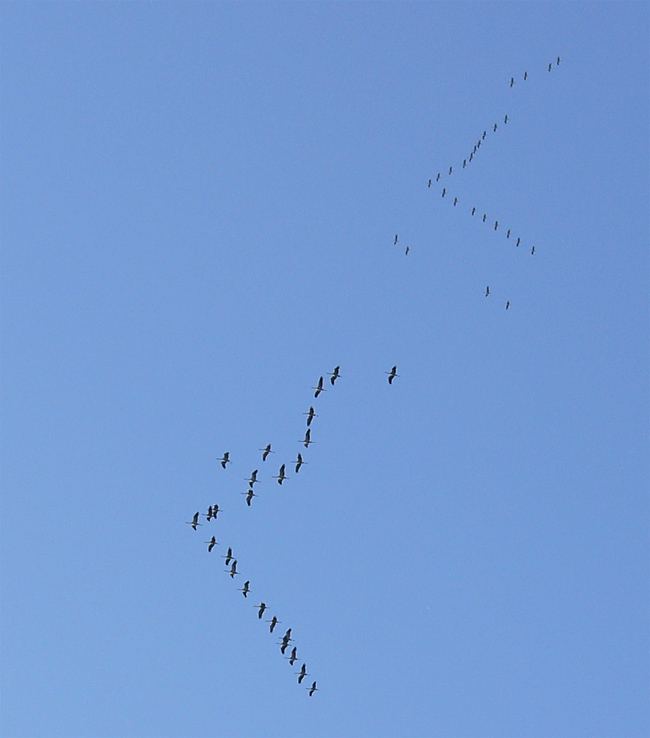
Ziehende Kraniche in energiesparender V-Formation

Durch den Winddruck können Sicheldünen kompaktiert werden, was wiederum zu Abweichungen von der aerodynamischen Idealgestalt führt. Ihre Abrutschkanten verbiegen sich, die Sichelenden werden asymmetrisch, wobei ein Flügel schneller wachsen kann als der andere. Eng beieinander liegende Sicheldünen vereinigen sich oft zu einer V-Formation, die große Ähnlichkeiten mit Zugvögelformationen aufweist. Sand wird bevorzugt an den Flügeln abgeblasen, daher preschen diese vor. Der Grund hierfür liegt bei einer verminderten Scherspannung in Bodennähe und in einer Konvergenz des Windstroms im Lee der Sichelenden. Zugvögel sparen mit ihrer Staffelung Energie, da sie im Randauftrieb der Wirbelschleppe ihrer Vorgänger fliegen.
Gewöhnlich wächst ein Sichelhorn bevorzugt, so dass schließlich ein Übergang zu Perlenseifdünen erfolgt. Hierbei werden zwei Grundtypen unterschieden:
- Gemäß Bagnold[6] entstehen ausgezogene Sichelenden durch sehr starke Querwinde, die unter einem Winkel von zirka 45° ansetzen.
- Nach Tsoar[7] sind diese Querwinde relativ schwach und wehen überdies nur jahreszeitlich begrenzt.

Die beiden resultierenden Dünenformen sehen sehr unterschiedlich aus, da im Bagnold’schen Modell deutliche Luvseiten in den ausgezogenen Spitzen entstehen, jedoch bei Tsoar nicht verwirklicht werden.
In Dünenfeldern treten Sicheldünen gewöhnlich als Gruppenverbände von Einzelformen auf. Sie können auch Ketten bilden, welche sich in Windrichtung hintereinanderreihen. Einzelformen verwachsen bei steigendem Sandangebot oft zu Riesenbarchanen oder – quer zur Windrichtung – zu barchanoiden oder gar zu riesenbarchanoiden Rücken. Letztere beiden Formen entstehen durch seitliches Verschmelzen von nebeneinanderliegenden Sicheldünen. Die Rücken können sich über hunderte von Kilometern hinziehen und werden dabei ihrerseits oft von parasitären, kleinen Sicheldünen bedeckt. Die Größenverteilung in einem Dünenfeld wird über Zusammenstöße von Einzeldünen und Änderungen in der Windrichtung reguliert, welche neue Sicheldünen aus den Hörnern ihrer Vorläufer entstehen lassen.

## Fortbewegung
Sicheldünen sind freie Dünen (Wanderdünen) und wandern über Fels, unbewegliche Schotterpflaster und Grobsand (über so genannte Regs) windabwärts. In Sicheldünenfeldern ist keine oder nur eine extrem lückenhafte Vegetation vorhanden, da ihre Fortbewegung ansonsten behindert werden würde. Die Geschwindigkeit ihrer Fortbewegung wurde bereits in zahlreichen wissenschaftlichen Abhandlungen untersucht und modelliert. Generell bewegen sich Sicheldünen mit einer durchschnittlichen Geschwindigkeit von 10 bis 20 Meter pro Jahr oder 0,317 bis 0,634 × 10−6 Meter pro Sekunde. Gemessene Spitzenwerte sind 70 Meter pro Jahr oder 2,22 × 10−6 Meter pro Sekunde. Die Geschwindigkeit ist hierbei umgekehrt proportional zur Dünenhöhe, d. h., niedrige Dünen wandern schneller als hohe. So maßen Fryberger u. a. (1984) in Saudi-Arabien für 2,9 Meter hohe Dünen 39 Meter pro Jahr und für 23 Meter hohe Dünen 5 Meter pro Jahr.
Während der Fortbewegung kommt es zu intensiver Sortierung des Sediments nach Korngröße, Korngestalt und Dichte. Große Körner tendieren danach, sich an den Flügeln, an den Umrandungen oder im Kammbereich der Sicheldüne anzulagern. Schwere Körner konzentrieren sich am windaufwärtigen Ende, wohingegen sehr feinkörnige Quarzsande auf der windabwärtigen Seite mit Rippeln versehene Sandflächen bilden.
In Dünenfeldern kann beobachtet werden, wie kleine Sicheldünen sich schneller fortbewegen als ihre größeren Artgenossen. Die Kleinformen schließen dann zur Luvseite ihrer Vorläufer auf, durchdringen sie förmlich und tauchen dann auf der Leeseite wieder auf. Dieser Vorgang ähnelt oberflächlich betrachtet dem Durchdringungsprozess von Licht-, Schall- oder Wasserwellen, der jedoch im Detail anders geartet ist. Die Sicheldünen scheinen das Verhalten von Solitonen nachzuahmen. Solitonen jedoch durchdringen ein Medium, ohne es groß zu stören (bei Wasserwellen beispielsweise verändert sich die Position der einzelnen Moleküle nur minimal), wohingegen es bei den Sicheldünen zu einem Umlagerungsprozess der Sandkörner kommt und die einzelnen Sandkörner tatsächlich bewegt werden. Sobald die schnellere Kleinform ihren großen Vorläufer erreicht, wird Sand auf dessen Luvseite abgelagert. Gleichzeitig wird Sand vom Kamm des Vorläufers abgeblasen, ohne ersetzt zu werden. Mit der Zeit wächst die Luvseite dann zur Höhe der ursprünglichen Großdüne heran. Der weggeblasene Vorderteil organisiert sich jetzt zu einer schnelleren Kleinform, die sich schließlich ganz ablöst und mit dem Wind weiterwandert.

### Einfluss der Windgeschwindigkeit
Eine Zunahme der Windgeschwindigkeit hat eine Höhenzunahme der Sicheldüne zur Folge, gleichzeitig geht aber die Krümmung des Dünenkamms zurück.

## Internaufbau
Sicheldünen zeigen in ihrem Internaufbau eine charakteristische Schrägschichtung, vergleichbar mit unter Wasser abgelagerten Dünen aber von größerer Dimension. Die Schrägschichtung ist in ebenen, tafelartigen, 1 bis 2 Meter dicken Paketen organisiert, welche durch Diskordanzflächen voneinander getrennt werden. Im Unterschied zu keilförmigen Paketen deutet dies auf relativ konstante Windverhältnisse. Horizontale Schichtpakete treten auch auf, insbesondere in der Kammregion und auf der Luvseite der Düne. Bedingt durch das lawinenartige Abgleiten an der Leeseite sind synsedimentäre Deformationsstrukturen recht häufig. Die maximalen Einfallswinkel der Sedimentlagen erreichen 34°. Im Zentralteil der Sicheldüne bleibt die Streuung der Einfallsrichtungen von der Hauptwindrichtung meist unter 45°, ganz im Gegensatz zu Seifdünen, die bis zu 90° streuen können. Die Sichelhörner sind ein Übergangsfall, da sie durch ihre Auslängung bedingt bereits die Charakterzüge von Seifdünen annehmen. Ihr variables Schichteinfallen zeigt, dass in ihrem Bereich Sekundärströmungen vorliegen: einerseits Wirbelsysteme mit vertikaler Achse oder horizontale Spiralströmungen.

## Vorkommen

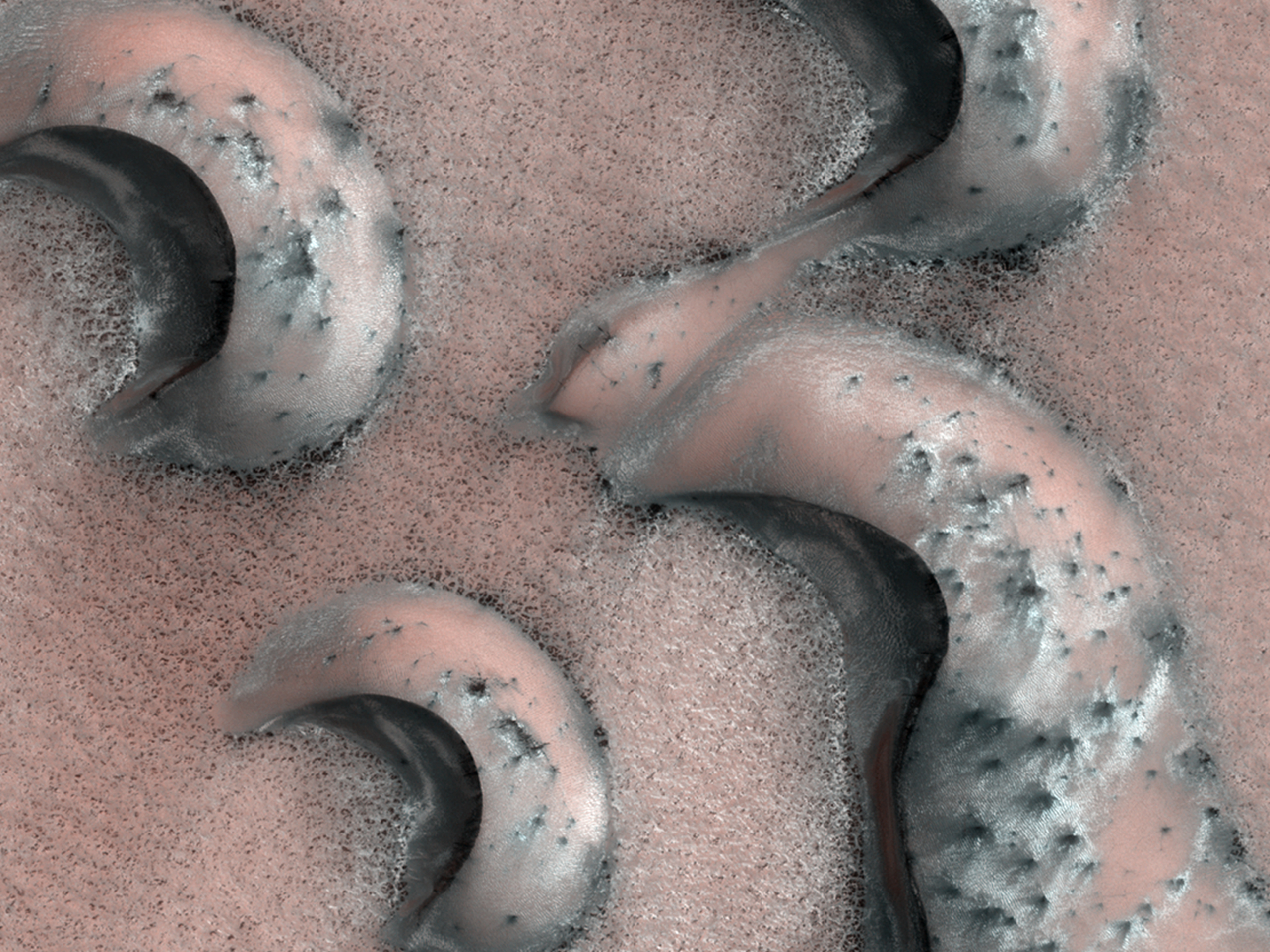
Sicheldünen auf dem Mars

Sicheldünen werden in sämtlichen Wüstengebieten der Erde angetroffen, die einzige Ausnahme bildet hierbei eigenartigerweise Australien. Sie kommen unter anderem vor:
- in der Sahara
- in den Wüsten Arabiens
- in den Wüsten des Iran
- in den ariden Becken Zentralasiens[18]
- in den Trockenregionen Ostafrikas[12] und des südlichen Afrikas
- im Südwesten der Vereinigten Staaten
- in der Wüste Perus

Sicheldünen sind auch in sandigen Küstenregionen der gemäßigten Zonen beobachtet worden. Selbst auf Sandbänken größerer Flüsse konnten sich Sicheldünen bilden. 
Beispiele von anderen Planeten und Monden sind ebenfalls bekannt, so gibt es z. B. Sicheldünenfelder in den Olympia Undae oder in den Hellespontus-Dünen auf dem Planeten Mars.
Sicheldünen bilden sich nicht nur aus Sand, sondern entstehen auch in körnigem Schnee, der über Eisflächen getrieben wird. Sie sind nicht ausschließlich an das Medium Luft gebunden, auch im Wasser werden sie abgelagert. Beispiele sind Sicheldünen aus Foraminiferensand, die in mehreren tausend Metern Wassertiefe am Meeresboden transportiert wurden. Sie werden ferner in Flüssen, in flachen Gezeitenkanälen, in Ästuaren und in anderen Meeresströmungen angetroffen. Auch experimentell können sie erzeugt werden, indem transportierbares Sediment relativ spärlich auf Oberflächen aus Glas, Ton oder Feinsilt aufgebracht wird.